# Стрелєца Яна
Я́на Стрелєца — голова благодійної організації «Фонд підтримки України», Латвійська Республіка.
Здобула освіту фармацевта, Ризький університет імені Павела Страдиня. Організовує доправлення поранених українських вояків та цивільних, постраждалих в зоні бойових дій, до Латвії для лікування та реабілітації.

## Нагороди
- Відзнака Президента України — ювілейна медаль «25 років незалежності України» (22 серпня 2016) — за вагомий особистий внесок у зміцнення міжнародного авторитету Української держави, популяризацію її історичної спадщини і сучасних надбань та з нагоди 25-ї річниці незалежності України[1]